# Береговая оборона
Бронебашенная батарея № 35 береговой обороны Главной базы Черноморского флота ВМФ СССР
Берегова́я оборо́на (БО) — совокупность сил и средств флота с фортификационными укреплениями и системой противодесантных и противовоздушных сооружений, предназначенные для защиты военно-морских баз, портов и важных прибрежных районов.

## Береговая артиллерия
Основным средством береговой обороны до середины XX века была артиллерия, использовались также пулемётно-артиллерийские и стрелковые соединения и части, морская пехота, зенитная артиллерия, корабли и катера прибрежного действия, различные фортификационные сооружения.
Несколько дивизионов береговой артиллерии (по 3…4 батареи в каждом), пулемётно-артиллерийские, стрелковые и зенитно-артиллерийские части образовывали сектор береговой обороны (СБО).

## Описание
Участок побережья (или группа островов), обороняемый несколькими секторами береговой обороны, называется приморским (островным) укреплённым районом береговой обороны (укрепрайон БО, УРБО). Обособленно расположенная группа береговых батарей (обычно на острове или мысу) с единой системой долговременных фортификационных сооружений называется береговым (островным) фортом.